# Victor J. Stenger
Pour les articles homonymes, voir Stenger.
Victor John Stenger, né le 29 janvier 1935 à Bayonne (New Jersey), et mort le 27 août 2014 à Hawaï (Honolulu), est un physicien, écrivain et vulgarisateur américain. Il est un grand défenseur de la pensée scientifique et du scepticisme scientifique.
Il est l'auteur de plusieurs ouvrages grand public sur la physique, la mécanique quantique, la cosmologie, la philosophie, la religion, l'athéisme et la pseudo-science, parmi lesquels The New Atheism: Taking a Stand for Science and Reason publié en septembre 2009 et The Fallacy of Fine-Tuning: How the Universe is Not Designed for Humanity.

## Éducation et emploi
En 1956, Stenger est reçu bachelier ès sciences en génie électrique du Newark College of Engineering devenu le New Jersey Institute of Technology. Il s'installe ensuite à Los Angeles grâce à une bourse de la Hughes Aircraft Company. À l'université de Californie à Los Angeles (UCLA), il a obtenu une maîtrise en 1958 et un doctorat en 1963, les deux en physique.
Stenger a été membre du département de physique à l'université de Hawaï jusqu'à son départ à la retraite en 2000. Il a été professeur invité aux facultés de l'université de Heidelberg en Allemagne, à l'université d'Oxford (deux fois), et a été chercheur invité à Rutherford Appleton Laboratory en Angleterre, à la National Nuclear Physics Laboratory à Frascati, en Italie, et l'université de Florence en Italie. Il était professeur émérite de physique à l'Université d’Hawaï, et professeur adjoint de philosophie à l'université du Colorado. Stenger était membre du CSICOP et un chercheur du Centre d'enquête.

### Postes professionnels et communautaires
- Président (1990–1994) des Hawaiian Humanists;
- Membre de l'American Physical Society;
- Membre de la commission éditoriale Free Inquiry;
- Membre de la Society of Humanist Philosophers;
- Compagnon du Committee for Skeptical Inquiry;
- Compagnon du Center for Inquiry;
- Président (2002–06) du Colorado Citizens for Science.

## Publications

### Livres
Dans les dernières années, les livres de Stenger ont été écrits pour une audience plus large. Ces écrits explorent les liens entre la physique et la cosmologie, la philosophie, la religion et les pseudo-science. Les livres suivants ont tous été publiés par Prometheus Books.
- 1988. Not by Design: The Origin of the Universe.  (ISBN 0879754516)
- 1990. Physics and Psychics: The Search for a World Beyond the Senses.  (ISBN 087975575X).
- 1995. The Unconscious Quantum: Metaphysics in Modern Physics and Cosmology.  (ISBN 1573920223).
- 2000. Timeless Reality: Symmetry, Simplicity, and Multiple Universes.  (ISBN 1573928593).
- 2003. Has Science Found God? The Latest Results in the Search for Purpose in the Universe.  (ISBN 1591020182).
- 2006. The Comprehensible Cosmos: Where Do The Laws Of Physics Come From?.  (ISBN 1591024242).
- 2007. God: The Failed Hypothesis: How Science Shows that God Does Not Exist.  (ISBN 1591024811). New York Times bestseller.
- 2009. Quantum Gods: Creation, Chaos and the Search for Cosmic Consciousness.  (ISBN 1591027136).
- 2009. The New Atheism: Taking a Stand for Science and Reason.  (ISBN 1591027519)
- 2011. The Fallacy of Fine-Tuning: Why the Universe Is Not Designed for Us  (ISBN 978-1-61614-443-2)
- 2012. God and the Folly of Faith: The Incompatibility of Science and Religion  (ISBN 978-1-61614-599-6)
- 2013. God and the Atom  (ISBN 978-1-61614-753-2)
- 2014. God and the Multiverse  (ISBN 978-1-61614-970-3)

### Articles relus par ses pairs
- 1964 (avec W. E. Slater et al.), "K-N Interactions in the I=0 State at Low Energies", Phys. Rev. 134, B1111. Publication of Stenger's Ph.D. thesis results.
- 1984, "The Production of Very High Energy Photons and Neutrinos from Cosmic Proton Sources", Astrophys. J. 284, 810.
- 1985, "Photinos from Cosmic Sources", Nature 317, 411.
- 1986, "The Extraterrestrial Flux Sensitivity of Underground and Undersea Muon Detectors", Il Nuovo Cimento 9C, 479.
- 1990, "The Universe: the ultimate free lunch", European Journal of Physics 11: 236-43.
- 1999, "Bioenergetic Fields", The Scientific Review of Alternative Medicine, Vol. 3(1).
- 2000, "Natural Explanations for the Anthropic Coincidences", Philo 3: 50-67.

### Autres articles
- 1993, The Myth of Quantum Consciousness", The Humanist 53(13).
- 1996, "New Age Physics: Has Science Found the Path to the Ultimate?” Free Inquiry 16(3): 7-11.
- 1996, "Cosmythology: Was the Universe Designed to Produce Us?" Skeptic 4(2): 36-40.
- 1997, "Quantum Metaphysics.”" in Laurence Brown, Bernard C. Farr, and R. Joseph Hoffmann, eds., Modern Spiritualities. Amherst NY: Prometheus Books: 243-53. Also published in 1997, The Scientific Review of Alternative Medicine 1(1): 26-30.
- 1998/99, "Has Science Found God?" Free Inquiry 19(1): 56-58.
- 1999, "Bioenergetic Fields.” The Scientific Review of Alternative Medicine 3(1).
- 1999, "The Anthropic Coincidences: A Natural Explanation", Skeptical Intelligencer 3(3): 2-17.
- 1999, "Anthropic Design: Does the Cosmos Show Evidence of Purpose?" Skeptical Inquirer 23(4): 40-63.
- 1999, "“Energy Medicine”", (with David Ramey, DVM) in Alternate Therapies in the Horse. New York: Howell Book House: 55-66.
- 2000, "The Pseudophysics of Therapeutic Touch" in Béla Scheiber and Carla Selby, eds., Therapeutic Touch. Amherst NY: Prometheus Books: 302-11.
- 2001, "Humanity in Time and Space", Free Inquiry 21(2):42-69.
- 2001, "Time's Arrows Point Both Ways: The View From Nowhen", Skeptic 8(4): 90-95.
- 2001, "The God of Falling Bodies", Skeptical Inquirer 25(5): 46-49.
- 2001, "The Breath of God: Identifying Spiritual Force" in Skeptical Odysseys, Paul Kurtz, ed. Amherst NY: Prometheus Books: 363-74.
- 2003, "Anthropic Design: Does the Cosmos Show Evidence of Purpose?" in Kurtz, Paul, ed., Science and Religion: Are They Compatible? Amherst, NY: Prometheus Books: 47-49.
- 2003, "The Premise Keepers", Free Inquiry 23(3).
- 2004, "Is the Universe Fine-Tuned for Us?" in Matt Young and Taner Edis, eds., Why Intelligent Design Fails: A Scientific Critique of the New Creationism.  New Brunswick NJ: Rutgers University Press: 172-84.
- 2005, "Flew's Flawed Science", Free Inquiry 25(2): 17-18.
- 2006, "The Scientific Case Against a God Who Created the Universe" in Michael Martin and Ricki Monnier, eds., The Improbability of God. Amherst NY: Prometheus Books.
- 2006, "Do Our Values Come from God? The Evidence Says No", Free Inquiry 26(5): 42-45.
- 2007, "Physics, Cosmology, and the New Creationism" in Scientists Confront Creationism II. W.W. Norton.
- "Is the Brain a Quantum Device?" Skeptical Briefs (March 2008).
- 2008, "[Where Can God Act? The New Quantum Theology]", Free Inquiry 28(5): 1-36.
- "Reality" and "Clock Time." Entries for the International Encyclopedia of the Social Sciences, 2nd ed. To be published by Macmillan Reference USA(Thomson Gale).
- "Time, Arrow of", "Time, Asymmetry of", "Time, Operational Definition of", "Universe, Origin of", "Planck time", "Time, Symmetry of", "Time, Units of." Entries for The Encyclopedia of Time to be published by Sage Publications.